# Mount Prophet
Der Mount Prophet ist ein steiler und entlegener Berg in den North Cascades im US-Bundesstaat Washington. Er liegt zwischen mehreren isolierten Tälern westlich des Ross Lake und östlich der Picket Range. Der Berg wurde zu Ehren von Tommy Rowland, einem „religiös fanatischen“ Prospektor, benannt, der im späten 19. Jahrhundert in der Gegend des Skagit River lebte. Aufgrund seiner schwer zu erreichenden Lage haben nur wenige Menschen den Mount Prophet bestiegen.:95
Umringt von den Tälern der beiden Beaver Creeks und des Arctic Creek erhebt sich der Berg steil vom Talgrund, was ihm zu einer Schartenhöhe von mehr als 4.000 ft (ca. 1.220 m) verhilft. Damit ist der der 18. prominenteste Berg in Washington. Mehrere Wanderwege führen zu den Bächen in der Nähe des Berges, am nächsten kommt ihm der Little Beaver-Big Beaver Loop mit einer Entfernung von etwa 26,5 mi (42,6 km).
|                                     |         |  |
|                                     | Kompass |  |
| Mount Fury, Mount Blum Mount Terror |         |  |